# Élections législatives françaises de 1893
Les élections législatives françaises de 1893 ont eu lieu les 20 août et 3 septembre au scrutin uninominal à deux tours par arrondissements (loi du 13 février 1889). Les républicains modérés obtiennent la majorité absolue, la droite marquant un recul important par rapport à 1889, tandis que le radicalisme est également en baisse, concurrencé par le socialisme qui marque des points dans les grandes villes. L'abstention augmente. Une nouvelle génération d'hommes politiques apparaît, conséquence, entre autres, de la crise boulangiste et du scandale de Panama.
À la suite de ces élections, le président Sadi Carnot demande au républicain modéré Jean Casimir-Perier de former un gouvernement.

## Contexte
Ces élections prennent place peu de temps après la crise boulangiste, terminée fin 1889, et le scandale de Panama, qui éclate fin 1892 et aboutit à des condamnations en mars 1893 et contraint le président du Conseil Alexandre Ribot (républicain modéré) à effectuer un remaniement ministériel.
Par ailleurs, sous l'effet de la Grande Dépression, les tarifs Méline de 1892 mettent en place une politique protectionniste, qui avantage les producteurs de blé, mais pas nécessairement les petits agriculteurs, et en tout cas conduit à la hausse des prix alimentaires, néfaste pour les villes.
L'année 1893 est aussi marquée par une vague de grèves ouvrières, les plus importantes depuis 1869-1870, qui commencent en janvier et culminent au cours du printemps : la fermeture de la bourse du travail de Paris pour non-conformité à la loi de 1884 sur les syndicats déclenche une émeute le 1er mai. Ces grèves touchent des secteurs variés, travailleurs du bois dans la Nièvre, soie dans l'Ardèche, industries mécaniques à Nantes et à Rive-de-Gier, cochers, charretiers, livreurs de charbon, etc. Bien que les militants socialistes et anarchistes y soient présents, on n'y entend guère de mots d'ordre politiques.

## Tableau des résultats
Ces chiffres, obtenus sur Roi et Président, diffèrent de ceux donnés par Jean-Marie Mayeur dans son ouvrage classique et cités ci-dessus, ce qui mérite explications.
Selon André Daniel, la répartition des sièges est la suivante : socialistes : 52 ; radicaux-socialistes : 68 ; radicaux : 128 ; républicains : 250 ; ralliés : 30 ; réactionnaires : 53.
Selon Henri Avenel, les républicains modérés ou libéraux sont 279 (+ 17), les radicaux 153 (dont 10 radicaux socialistes) (+ 55), les socialistes 31 (+ 14), les ralliés 27 (+ 22), les monarchistes 63 (- 76) et les révisionnistes 13 (- 25).
Selon Jean Jolly, la répartition des sièges est la suivante :, 49 socialistes, 122 radicaux, 311 républicains du Gouvernement, 35 ralliés et 58 droites.
| Corps électoral                 | Corps électoral                 | Corps électoral                 | Corps électoral                 | Corps électoral | Corps électoral |
| ------------------------------- | ------------------------------- | ------------------------------- | ------------------------------- | --------------- | --------------- |
| Inscrits (Outre-mer compris)    | Inscrits (Outre-mer compris)    | Inscrits (Outre-mer compris)    | Inscrits (Outre-mer compris)    | 10 443 378      | 100,00 %        |
| Votants (Outre-mer compris)     | Votants (Outre-mer compris)     | Votants (Outre-mer compris)     | Votants (Outre-mer compris)     | 7 796 621       | 74,66 %         |
| Abstentions (Outre-mer compris) | Abstentions (Outre-mer compris) | Abstentions (Outre-mer compris) | Abstentions (Outre-mer compris) | 2 646 757       | 25,34 %         |
|                                 |                                 |                                 |                                 |                 |                 |
| Résultats                       |                                 |                                 |                                 |                 |                 |
| Alliances et partis             | Alliances et partis             | Votes                           | %                               | Sièges          | Sièges          |
|                                 | Républicains opportunistes      | 3 608 722                       | 48,6                            | 242             | 242             |
|                                 | Radicaux                        | 2 220 181                       | 24,9                            | 99              | 99              |
|                                 | Monarchistes et nationalistes   | 987 572                         | 11,0                            | 75              | 75              |
|                                 | Radicaux-socialistes            | 452 946                         | 6,1                             | 67              | 67              |
|                                 | Socialistes                     | 400 969                         | 5,4                             | 41              | 41              |
|                                 | Ralliés                         | 126 231                         | 4,0                             | 31              | 31              |
| Total                           | Total                           | Total                           | Total                           | 574             | 574             |

## Résultats

### Forte abstention, percée socialiste et échec des radicaux et de la droite

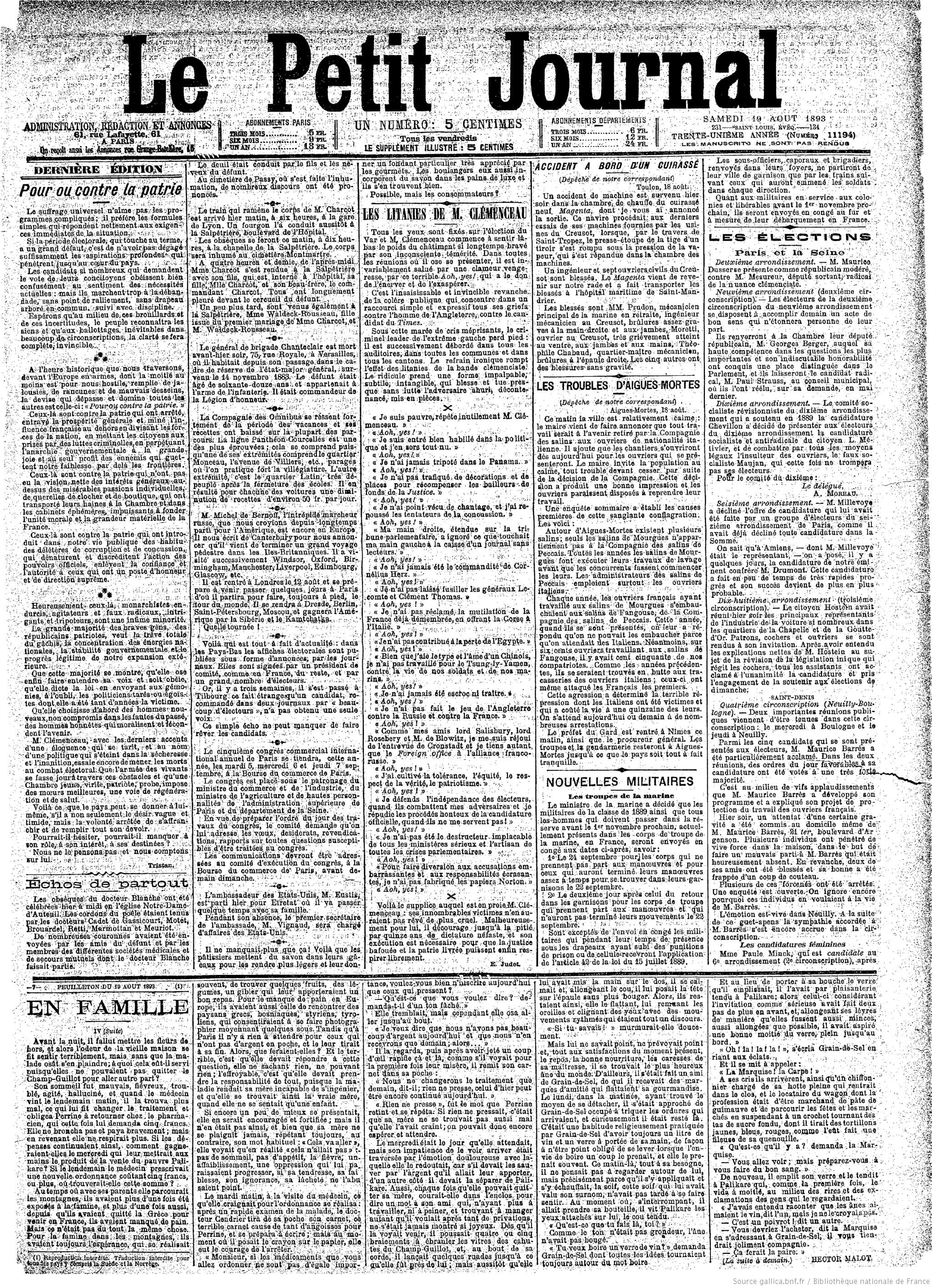
La Une du Petit Journal du 19 août 1893, qui tire à l'époque au million d'exemplaires (Cliquez sur l'image pour l'agrandir). Devant l'instabilité parlementaire et les différents scandales, elle appelle à voter pour les « républicains patriotes », défendant l'expansion coloniale française. Au centre, « Les litanies de Clemenceau », par Ernest Judet, propriétaire du journal, et la fameuse réplique visant à le faire passer pour un agent britannique, « Aoh, yes! », comme réponse à chacune des accusations mensongères du journal. À droite, le journal salue « la candidature de notre éminent confrère M. Drumont » à Amiens, auteur en 1886 de La France juive. Il annonce aussi celle de Paule Minck, proche du Parti ouvrier français, dans le 6e arrondissement de Paris, présentée de facto devant le refus du préfet de police de la recevoir.

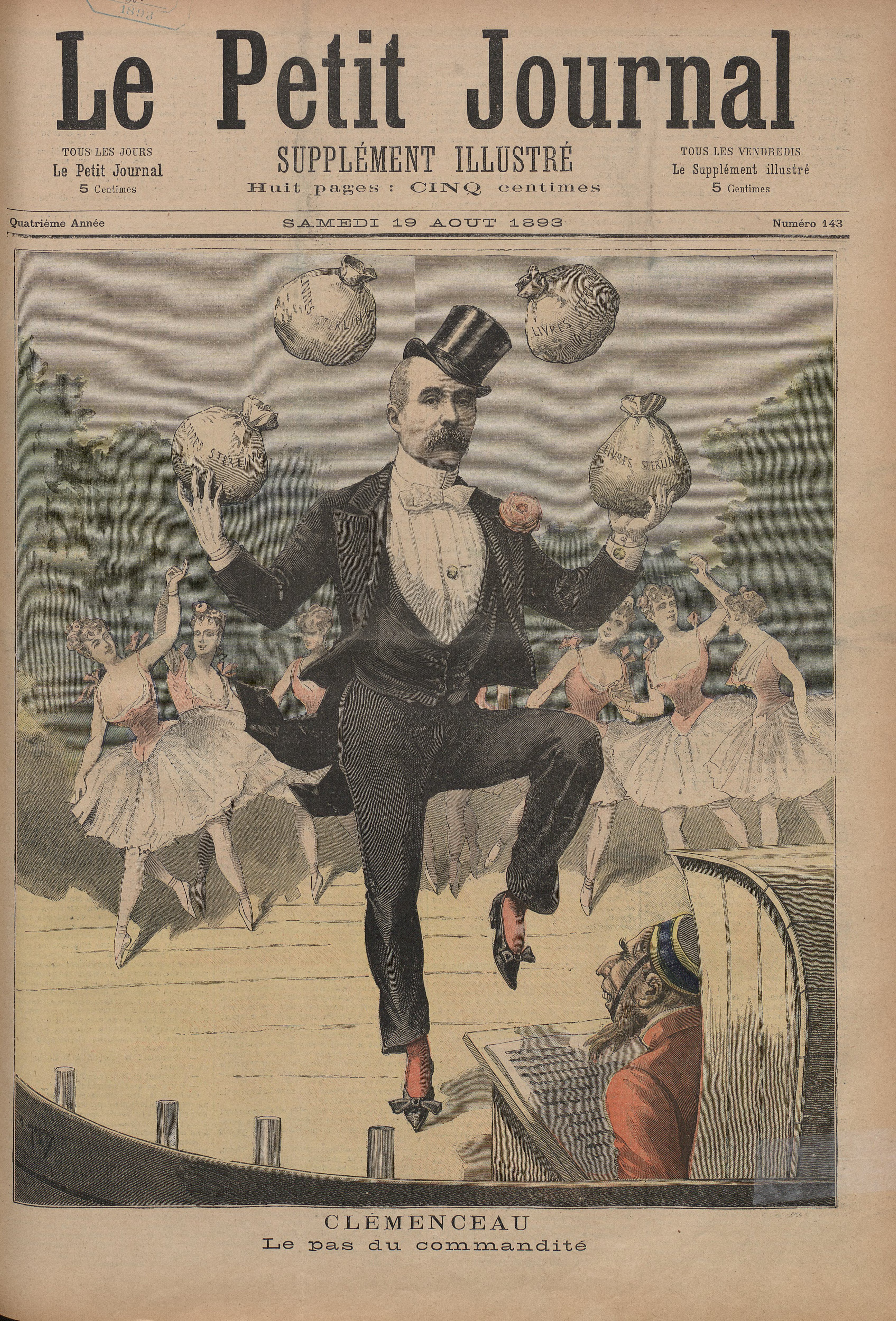
« Le pas du commandité », Georges Clemenceau attaqué par Le Petit Journal, éd. du 19 août 1893.

Avec l'effet de la crise boulangiste et du scandale de Panama, nombre d'élus sont nouveaux : 190 en tout.
L'abstention est en hausse notable, atteignant 28,8 % des inscrits. Il s'agit d'un score, qui n'a été dépassé, entre 1876 et 1914, qu'aux élections de 1881 (31,4 % d'abstention). Celle-ci est particulièrement élevée dans les régions catholiques , l'encyclique Au milieu des sollicitudes de février 1892 n'ayant pas été bien accueillie par tous les catholiques. Ainsi, l'abstention monte à plus de 35 % dans le Finistère et en Loire-Inférieure, et se situe entre 30 et 35 % dans le Morbihan, en Maine-et-Loire et dans les Côtes-du-Nord.

### Camp républicain
Les républicains modérés (Union républicaine et Union démocratique) demeurent majoritaires (et obtiennent même la majorité absolue) avec 310 élus (Henri Marmottan dans le 16e arrondissement de Paris, etc.); seuls 250 d'entre eux adopteront cependant une discipline relative et commune. Certains d'entre eux se tournent vers les catholiques ralliés, d'autres vers les radicaux. Parmi les modérés, le jeune Paul Deschanel, Charles Jonnart, Georges Leygues ou Raymond Poincaré. Nouvelle génération appelée à dominer la scène politique, ils rebaptiseront l'opportunisme de Gambetta et Jules Ferry  de « progressisme », évoqué par Deschanel dès son discours de rentrée.
Les radicaux perdent du terrain, avec officiellement 122 députés (dont Léon Bourgeois, le directeur du Radical, Henri Maret dans le Cher, etc.), dont 30 radicaux-socialistes (Thierry Cazes à Lectoure, Léon Mirman à Reims). Une cinquantaine d'élus républicains voteront toutefois avec ces radicaux.
À Draguignan (Var), le député radical sortant Georges Clemenceau est victime d'une campagne particulièrement haineuse (une Ligue anti-clemenciste a été formée). Sur la base de ses relations avec l'affairiste Cornelius Herz et des doutes soulevés par le « faux Norton », il est accusé d'être un agent de l'Angleterre. Il est devancé au second tour par l'avocat Joseph Jourdan, soutenu par une coalition hétéroclite de gauche et de droite. Son ami, Stephen Pichon, a également été battu à Paris par le boulangiste Henri Michelin, ainsi que Charles Floquet, également à Paris, par l'ouvrier socialiste Pascal Faberot.
Les socialistes, eux, font une percée, avec 49 sièges: 5 guesdistes, 5 allemanistes (Alexandre Avez, Arthur Groussier élu du Xe à Paris), 4 blanquistes du Comité central révolutionnaire et 2 broussistes . À ceux-là il faut ajouter 20 socialistes indépendants (9 élus de la Seine) et quelques « révisionnistes » (Ernest Roche dans la Seine). Avec Cazes et Mirman, ils forment, à l'exception des allemanistes, un groupe parlementaire, où figurent en tête Alexandre Millerand, Jean Jaurès et René Viviani.
Ainsi, alors que le socialisme s'implante dans les villes, le radicalisme lui perd des bastions ouvriers pour s'implanter dans le Sud-Ouest et dans les bourgs de campagnes.
Ainsi, le camp républicain dans son ensemble (des Opportunistes aux radicaux-socialistes en passant par les radicaux) obtient 4,8 millions de voix, soit 500 000 de plus qu'en 1889. L'historien Jean-Marie Mayeur conclut : « Ainsi le socialisme a-t-il reçu les fruits du boulangisme et l'opportunisme ceux du ralliement. »

### À droite
La droite est également en baisse, avec seulement 1,5 million de voix contre près de 3 millions aux élections de 1889, ce qui lui fait perdre près de la moitié de ses sièges. Elle obtient entre 56 et 58 sièges de conservateurs de tendance monarchiste, dont le député de Vendée antisémite de Baudry d'Asson, et 35 sièges de catholiques plus ou moins ralliés (essentiellement d'ex-orléanistes ou bonapartistes ) à la République. Il semblerait qu'une partie non négligeable d'électeurs de droite soit se soient abstenus, soit aient voté pour les républicains modérés. Certains royalistes s'opposent frontalement aux ralliés, empêchant par exemple l'élection d'Albert de Mun dans le Morbihan, en votant pour le candidat radical, Étienne Lamy, ou de Jacques Piou à Saint-Gaudens .

### Une baisse des députés antisémites
Nombre de députés antisémites qui avaient fait une percée relative lors de l'élection de 1889, portés par la vague boulangiste, ne sont pas réélus. Les élections de 1893 voient cependant l'entrée de Théodore Denis, du boulangiste antisémite Henri Michelin et du vicomte d'Hugues, élu dans les Basses-Alpes et fier d'être le seul « qui ait inscrit dans son programme électoral la question juive ». D'Hugues reste cependant discret à la Chambre.

## VIelégislature
Durée de la législature : 15 octobre 1893-31 mai 1898.
Président de la République : Sadi Carnot (jusqu'au 25 juin 1894), Jean Casimir-Perier (27 juin 1894-16 janvier 1895), Félix Faure ensuite.

### Président de la Chambre des députés
- Jean Casimir-Perier (jusqu'au 3 décembre 1893) ;
- Charles Dupuy (5 décembre 1893-30 mai 1894) ;
- Jean Casimir-Perier  (2 juin 1894-27 juin 1894) ;
- Auguste Burdeau (5 juillet 1894-12 décembre 1894) ;
- Henri Brisson  (à partir du 18 décembre 1894).

### Gouvernements durant laVIelégislature
| Gouvernement | Gouvernement        | Gouvernement                     | Dates (Durée)                                        | Président du Conseil                              | Composition initiale                  |
| ------------ | ------------------- | -------------------------------- | ---------------------------------------------------- | ------------------------------------------------- | ------------------------------------- |
| 1            | Jean Casimir-Perier | Gouvernement Jean Casimir-Perier | du 3 décembre 1893 au 22 mai 1894 (170 jours)        | Jean Casimir-Perier (Républicain de gouvernement) | 10 ministres                          |
| 2            | Charles Dupuy       | Gouvernement Charles Dupuy (2)   | du 30 mai 1894 au 25 juin 1894 (26 jours)            | Charles Dupuy (Républicain de gouvernement)       | 10 ministres                          |
| 2            | Charles Dupuy       | Gouvernement Charles Dupuy (3)   | du 1er juillet 1894 au 15 janvier 1895 (198 jours)   | Charles Dupuy (Républicain de gouvernement)       | 11 ministres                          |
| 3            | Alexandre Ribot     | Gouvernement Alexandre Ribot (3) | du 26 janvier 1895 au 28 octobre 1895 (275 jours)    | Alexandre Ribot (Progressiste)                    | 11 ministres                          |
| 4            | Léon Bourgeois      | Gouvernement Léon Bourgeois      | du 1er novembre 1895 au 23 avril 1896 (174 jours)    | Léon Bourgeois (Radical)                          | 11 ministres                          |
| 5            | Jules Méline        | Gouvernement Jules Méline        | du 28 avril 1896 au 28 juin 1898 (2 ans et 61 jours) | Jules Méline (Progressiste)                       | 11 ministres 1 sous-secrétaire d'État |